# Рихтенберг
Рихтенберг (њем. Richtenberg) град је у њемачкој савезној држави Мекленбург-Западна Померанија. Једно је од 64 општинска средишта округа Нордфорпомерн. Према процјени из 2010. у граду је живјело 1.417 становника. Посједује регионалну шифру (AGS) 13057075.

## Географски и демографски подаци
Рихтенберг се налази у савезној држави Мекленбург-Западна Померанија у округу Нордфорпомерн. Град се налази на надморској висини од 19 метара. Површина општине износи 15,6 km². У самом граду је, према процјени из 2010. године, живјело 1.417 становника. Просјечна густина становништва износи 91 становника/km².